# 人魚 (NOKKOの曲)
「人魚」（にんぎょ）は、NOKKOの5枚目のシングル。1994年3月9日発売。発売元はSony Records。

## 解説
自身がボーカルを務めるレベッカ解散（1991年2月）後のシングル。1994年のオリコン年間ヒットチャートでは、第32位にランクインした。
筒美京平が作曲を手がけた楽曲のごく一部がまとまった作曲家活動40周年記念CD-BOX『THE HIT MAKER -筒美京平の世界-』（2006年4月5日発売）にも収録されている。アレンジは、当時日本を拠点に活動を始めたテイ・トウワ。
「人魚」はフジテレビ系ドラマ『時をかける少女』の主題歌に、カップリング曲の「CRYING ON MONDAY」は、フジテレビ系バラエティ番組『ウゴウゴルーガ』オープニングテーマにそれぞれ使用された。
上記ドラマで主人公・内田有紀の妹役を演じた安室奈美恵が、2006年にダブルAサイドシングル「CAN'T SLEEP, CAN'T EAT, I'M SICK/人魚」でカバー。チャート最高位2位を記録する。以降もBONNIE PINK、柴咲コウ、JUJU、岩崎宏美、LiSAなど、多くのアーティストがカバーしている（下記『カバー』参照）。

## 収録曲
- 全作詞：NOKKO

1. 人魚  – (3:34)
  - 作曲：筒美京平　編曲：鄭東和・清水信之
2. CRYING ON MONDAY  – (3:36)
  - 作曲：NOKKO　編曲：久米大作
3. 人魚 (Instrumental)  – (3:34)

## 収録アルバム
- colored (#1, #2)
- MAX JAPAN (#1)
- THE BEST OF NOKKO (#1)
- THE HIT MAKER -筒美京平の世界- (#1)
- NOKKO'S SELECTION, NOKKO'S BEST (#1, #2)
- KISS (#1、新緑)
- 雨の日に聴きたいJ-POPベスト

## カバー
- AMADORI（2003/3/19） - アルバム『amaranth〜MULTICOLORED』収録。
- ビビアン・スー（2003/11/10） - アルバム『我愛你×4』収録。中国語でカバー。
- 安室奈美恵（2006/5/17） - シングル「CAN'T SLEEP, CAN'T EAT, I'M SICK/人魚」収録[注 1]。
- Bonnie Pink（2007/7/11） - アルバム『the popular music 〜筒美京平トリビュート〜』収録。
- 羊毛とおはな（2007/11/6） - アルバム『LIVE IN LIVING '07』収録。
- LinaLina（2007/11/21） - アルバム『ISLAND LOVE 〜Song for Lovers〜』収録。
- Saltie（2007/11/28） - アルバム『In the Silence』収録。
- kyoko（2008/3/26） - アルバム『Lovers Style〜90's Sweet Love Songs〜』収録。
- 神谷美伽（2008/8/6） - アルバム『萌レゲェ』収録。
- Yu-ri Tanaka（2008/9/7） - アルバム『トーキョー・ラヴァーズ』収録。
- SHANTY-NOB feat. AMADORI（2008/11/19） - アルバム『LOVERS COVERS SWEET』収録。
- mayula（2008/12/10） - アルバム『ティアドロップス』収録。
- 中孝介（2009/3/25） - シングル「恋」収録。
- JET ALMOND（2009/6/3） - アルバム『anything goes』収録。
- Flannel Flower（2009/11/6） - アルバム『Tone』収録。
- RYOCO（2010/2/24） - アルバム『Proposal of Healing』収録。
- 柴咲コウ（2010/6/30） - アルバム『Love&Ballad Selection』収録。
- サリナ・ジョーンズ(en:Salena Jones)（2010/12/1） - アルバム『サリナ・シングス・J-バラード』収録。
- eri（2012/7/18） - アルバム『J-POP REGGAE DRIVIN'Vol.3.5 mixed by DJ HIROKI』収録。
- 多和田えみ（2012/9/26） - アルバム『Sing you』収録。
- foomin'（2012/9/26） - アルバム『Perfect Summer 〜女子大生&OL 100人が選んだ夏の終わりに聴きたい曲〜』収録。
- READY CANDY CAMP starring Chizuru Taira（2013/1/30） - アルバム『歌姫〜R&B BEST 40 泣き歌 SWEET COLLECTION〜』収録。
- ささきのぞみ（2013/4/17） - アルバム『Twinkle Voice 〜声の贈り物〜』収録。
- Chega×DJ CELORY（2013/6/5） - アルバム『BON-VOYAGE Lovers〜Japanese Seawind〜 Music Selected and Mixed by Mr.BEATS a.k.a. DJ CELORY』収録。
- AiU RATNA(id:Ayu Ratna)（2013/8/1） - アルバム『TEARS SUNSET』収録[注 2]。
- やなわらばー（2013/9/4） - アルバム『涙唄』収録。
- 太田裕美（2014/4/2） - アルバム『tutumikko』収録。
- JUJU（2014/12/3） - アルバム『Request II』収録。
- Alfred Beach Sandal（2015/4/22） - シングル『Honeymoon - EP』収録。
- 岩崎宏美（2019/08/21）- アルバム『Dear Friends VIII 筒美京平トリビュート』収録。
- LiSA（2021/03/24） - アルバム『筒美京平SONG BOOK』収録